# Korfbal 2001-2002
Korfbalseizoen 2001-2002 is een korfbalseizoen van het KNKV.

## Veldcompetitie KNKV
In seizoen 2001-2002 was de hoogste Nederlandse veldkorfbalcompetitie in de KNKV de Hoofdklasse; net als het vorige seizoen weer 4 poules, waaronder 2 kampioenspoules en 2 degradatiepoules. De beste 4 ploegen spelen een kruisfinale, gevolgd door de veldfinale.
 Kampioenspoule A
| pos | club                | gs | w | g | v | pnt | dv | dt | dt  |
| --- | ------------------- | -- | - | - | - | --- | -- | -- | --- |
| 1.  | Deetos/Prim Comfort | 6  | 5 | 1 | 0 | 11  | 97 | 80 | +17 |
| 2.  | Die Haghe           | 6  | 4 | 1 | 1 | 9   | 88 | 77 | +11 |
| 3.  | VADA '25/Rentokil   | 6  | 1 | 1 | 4 | 3   | 81 | 94 | -13 |
| 4.  | Nic./VCD            | 6  | 0 | 1 | 5 | 1   | 80 | 95 | -15 |

Kampioenspoule B
| pos | club                | gs | w | g | v | pnt | dv | dt | dt  |
| --- | ------------------- | -- | - | - | - | --- | -- | -- | --- |
| 1.  | AKC Blauw-Wit       | 6  | 3 | 2 | 1 | 8   | 88 | 72 | +16 |
| 2.  | DOS'46              | 6  | 3 | 1 | 2 | 7   | 78 | 74 | +4  |
| 3.  | Oost-Arnhem/Olympia | 6  | 2 | 2 | 2 | 6   | 88 | 94 | -6  |
| 4.  | Fortuna             | 6  | 0 | 3 | 3 | 3   | 83 | 97 | -14 |

Degradatiepoule C
| pos | club              | gs | w | g | v | pnt | dv  | dt | dt  |
| --- | ----------------- | -- | - | - | - | --- | --- | -- | --- |
| 1.  | PKC/Café Bar      | 6  | 5 | 0 | 1 | 10  | 104 | 83 | +21 |
| 2.  | HKV/Ons Eibernest | 6  | 4 | 0 | 2 | 8   | 95  | 94 | +1  |
| 3.  | DOS-WK            | 6  | 3 | 0 | 3 | 6   | 93  | 84 | +9  |
| 4.  | Sporting Trigon   | 6  | 0 | 0 | 6 | 0   | 55  | 86 | -31 |

Degradatiepoule D
| pos | club                  | gs | w | g | v | pnt | dv  | dt | dt  |
| --- | --------------------- | -- | - | - | - | --- | --- | -- | --- |
| 1.  | Dalto/Human Network   | 6  | 4 | 1 | 1 | 9   | 94  | 93 | +1  |
| 2.  | DVO                   | 6  | 2 | 1 | 3 | 5   | 107 | 92 | +15 |
| 3.  | KVS/Pensioen Partners | 6  | 1 | 3 | 2 | 5   | 83  | 92 | -9  |
| 4.  | TOP                   | 6  | 1 | 3 | 2 | 5   | 90  | 97 | -7  |

### Kruiswedstrijden om degradatie
Uit de 2 degradatiepoules degraderen de nummers 4 direct. Hierna spelen de nummers 2 en 3 van de degradatiepoules nog kruisfinales. De verliezers van deze wedstrijden degraderen ook.
| Degradatiewedstrijd 1 |                       |    |
|                       |                       |    |
| C2                    | HKV/Ons Eibernest     | 14 |
| D3                    | KVS/Pensioen Partners | 11 |

| Degradatiewedstrijd 2 |        |    |
|                       |        |    |
| D2                    | DVO    | 21 |
| C3                    | DOS-WK | 20 |

### Play-Offs en Finale
|  | halve finale        | halve finale |  |           | finale              | finale |
|  |                     |              |  |           |                     |        |
|  |                     |              |  |           |                     |        |
|  | Deetos/Prim Comfort | 15           |  |           |                     |        |
|  | DOS'46              | 10           |  |           |                     |        |
|  |                     |              |  |           | Deetos/Prim Comfort | 13     |
|  |                     |              |  | Die Haghe | 15                  |        |
|  | AKC Blauw-Wit       | 18           |  |           |                     |        |
|  | Die Haghe           | 20           |  |           |                     |        |

| Veldkampioen van Nederland 2002 |
| ------------------------------- |
| KV Die Haghe                    |

## Zaalcompetitie KNKV
In seizoen 2001-2002 was de hoogste Nederlandse zaalkorfbalcompetitie in de KNKV de Hoofdklasse; 2 poules met elk 8 teams. De 4 beste teams uit de 2 poules spelen een kruisfinale, gevolgd door de zaalfinale.

 Hoofdklasse A
| pos | club                | gs | w  | g | v  | pnt | dv  | dt  | dt  |
| --- | ------------------- | -- | -- | - | -- | --- | --- | --- | --- |
| 1.  | Die Haghe           | 14 | 11 | 1 | 2  | 23  | 267 | 236 | +31 |
| 2.  | Fortuna             | 14 | 9  | 1 | 4  | 19  | 269 | 247 | +22 |
| 3.  | Nic./VCD            | 14 | 9  | 1 | 4  | 19  | 269 | 250 | +19 |
| 4.  | AKC Blauw-Wit       | 14 | 5  | 4 | 5  | 14  | 253 | 245 | +8  |
| 5.  | VADA '25/Rentokil   | 14 | 6  | 1 | 7  | 13  | 256 | 264 | -8  |
| 6.  | Dalto/Human Network | 14 | 6  | 0 | 8  | 12  | 240 | 249 | -9  |
| 7.  | DVO                 | 14 | 3  | 1 | 10 | 7   | 238 | 263 | -25 |
| 8.  | De Meeuwen          | 14 | 2  | 1 | 11 | 5   | 237 | 275 | -38 |

Hoofdklasse B
| pos | club                | gs | w  | g | v  | pnt | dv  | dt  | dt   |
| --- | ------------------- | -- | -- | - | -- | --- | --- | --- | ---- |
| 1.  | PKC/Café Bar        | 14 | 11 | 1 | 2  | 23  | 279 | 232 | +47  |
| 2.  | DOS'46              | 14 | 11 | 0 | 3  | 22  | 269 | 202 | +67  |
| 3.  | DOS-WK              | 14 | 9  | 1 | 4  | 19  | 282 | 234 | +48  |
| 4.  | Deetos/Prim Comfort | 14 | 9  | 0 | 5  | 18  | 288 | 247 | +41  |
| 5.  | TOP                 | 14 | 5  | 0 | 9  | 10  | 255 | 280 | -25  |
| 6.  | Oost-Arnhem/Olympia | 14 | 4  | 1 | 9  | 9   | 229 | 266 | -37  |
| 7.  | Blauw Wit (H)       | 14 | 4  | 1 | 9  | 9   | 231 | 271 | -40  |
| 8.  | Sporting Trigon     | 14 | 1  | 0 | 13 | 2   | 194 | 295 | -101 |

### Topscoorders van de zaalcompetitie
| Naam                 | Club     | Goals |
| -------------------- | -------- | ----- |
| Bob de Jong          | VADA '25 | 83    |
| Monique van der Haar | DOS-WK   | 42    |

### Play-offs en finale
|  | halve finale | halve finale |  |              | finale    | finale |
|  |              |              |  |              |           |        |
|  |              |              |  |              |           |        |
|  | Die Haghe    | 15           |  |              |           |        |
|  | DOS'46       | 14           |  |              |           |        |
|  |              |              |  |              | Die Haghe | 20     |
|  |              |              |  | PKC/Café Bar | 17        |        |
|  | PKC/Café Bar | 18           |  |              |           |        |
|  | Fortuna      | 15           |  |              |           |        |

| Zaalkampioen van Nederland 2002 |
| ------------------------------- |
| Die Haghe                       |

## Prijzen
| Award                             | Winnaar            | Club         |
| --------------------------------- | ------------------ | ------------ |
| Beste Speler                      | André Simons       | PKC          |
| Beste Speelster                   | Mady Tims          | PKC          |
| Coach van het Jaar                | Steven Mijnsbergen | KV Die Haghe |
| Beste Scheidsrechter van het Jaar | Kees Pieters       |              |
| Talent van het Jaar               | André Kuipers      | DOS'46       |
| Talente van het Jaar              | Mirjam de Kleijn   | KV Die Haghe |